# 天主教上海教区
天主教上海教区是天主教会在中国上海市設置的教區，是中國天主教的一個教区。

## 教区沿革
1576年1月23日，教宗额我略十三世宣布正式成立澳门教区，管辖范围包括中国、安南、日本及附近诸岛屿:30，今上海地区传教工作属澳门教区管辖。1659年9月9日，教宗亚历山大七世下诏建立中国北部宗座代牧区，代牧驻南京，今上海地区传教工作归属中国北部代牧区。1690年4月10日，教宗亚历山大八世与葡萄牙政府议定设置在葡萄牙保教权下的南京教区:187，由罗文藻出任正权主教，今上海地区由南京教区管辖。
1839年9月，教宗额我略十六世颁谕将山东省从北京教区划出，成立山东代牧区，由山东代牧兼管南京教区教务，任命罗类思为山东代牧区首任代牧。1856年，罗马教廷传信部决定撤销在葡萄牙保教权下的南京教区，成立江南宗座代牧区（座堂位于上海），并委托给法国耶稣会进行管理:188。1855年，江南宗座代牧区划分为南京、上海、徐家汇、松江、浦东、苏州、崇明、海门等总铎区。1870年，第一次梵蒂冈公会议召开，与会的中国代牧们提出动议，将中国划分为五大传教区，为日后在此基础上成立教省做预备:158。
1879年，教宗良十三世正式将中国划分为五大传教区，今上海地区所属的江南宗座代牧区归于第三传教区:158。1920年，教廷将江南宗座代牧区分成江苏和安徽两个宗座代牧区，今上海地区属于江苏宗座代牧区管辖。1926年8月11日，经罗马教廷批准，从江苏宗座代牧区中分出成立海门宗座代牧区，崇明总铎区归属海门宗座代牧区。江苏宗座代牧区改称南京宗座代牧区。
1933年，从南京宗座代牧区中分出上海宗座代牧区；至此，今上海地区除崇明岛外，皆属南京宗座代牧区。1946年，罗马教廷宣布建立中国圣统制，上海宗座代牧区改称上海教区，属南京总教区所管辖的江苏教省:641。宗座代牧惠济良改任上海教区第一任正权主教。崇明总铎区仍属海门教区。
1949年，苏州及吴县、常熟、太仓、昆山、吴江等市县从上海教区划出新建苏州教区；扬州总铎区从上海教区分出，升格为扬州宗座监牧区。1959年，崇明总铎区划归上海教区管辖。至此，上海教区管辖范围和今上海市行政范围保持一致:366。

## 传教历史

### 明末开教

#### 徐光启传教

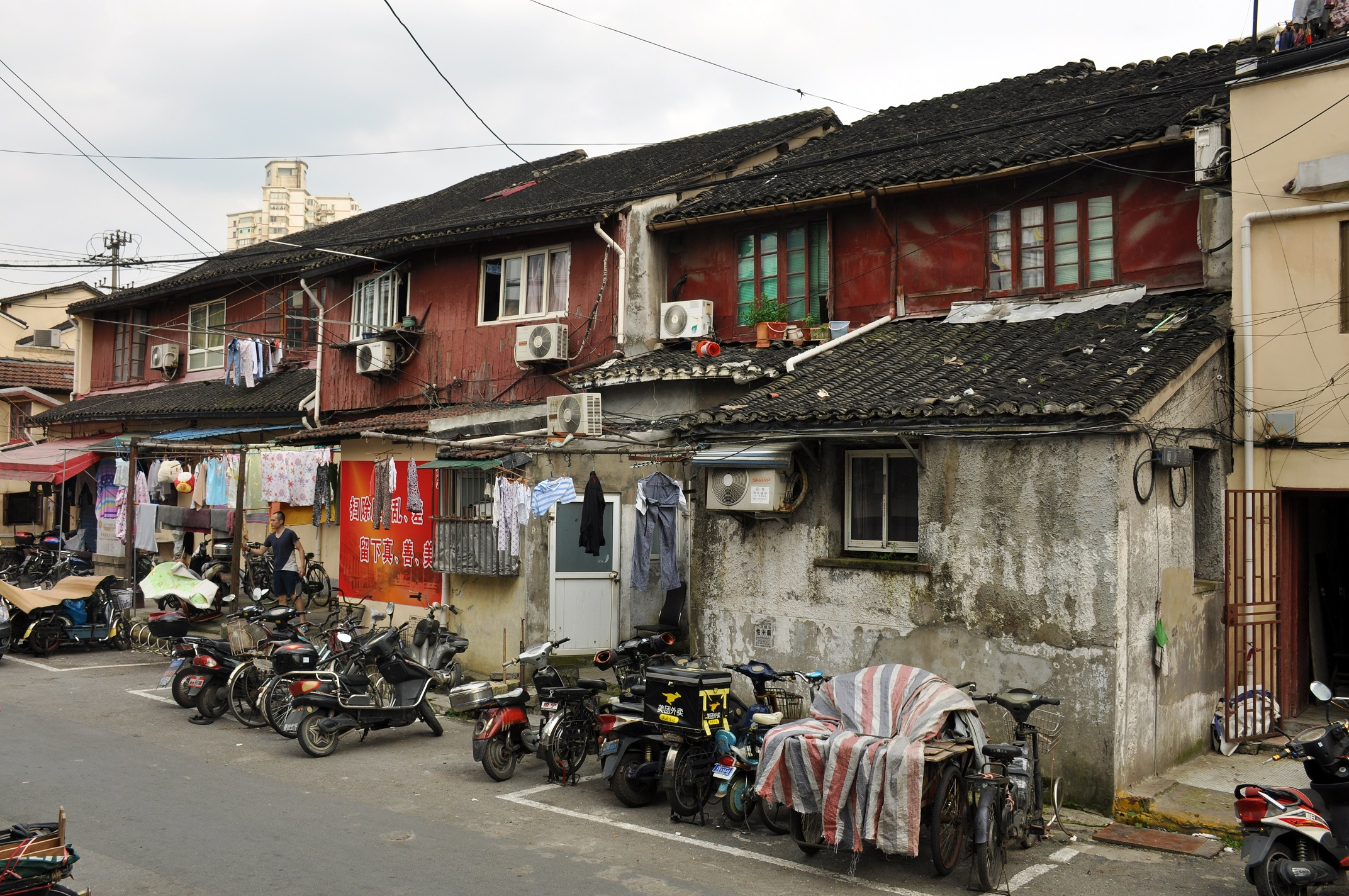
徐光启故居——九间楼，1983年被上海市人民政府公布为上海市纪念地点，2014年被上海市人民政府公布为上海市文物保护单位。

1603年，徐光启至南京耶稣会住院，拜会了罗如望（Joao de Rocha），并请罗为他施洗，圣名“保禄”:609-610，成为明末天主教传入中国后的第一位有史可据的上海天主教徒:609。徐光启做了京官之后，将其父亲和夫人吴氏亦接到北京，并劝他们也信了教:611。
1607年，徐父在北京去世，徐光启按照天主教礼仪为其父举行丧礼后，扶柩南归，回籍守制:612，行前他请利玛窦派一传教士至上海传教。于是利玛窦从当时入华的十几位传教士中选派了南京住院的郭居静神父去上海传教:612。同年，北京有一张姓天主教徒随徐光启来上海，在浦东建楼定居，俗称张家楼，张为徐光启经管其浦东田产，向浦东的佃户们收田租。1608年，将近年终时，郭居静从南京动身，到上海后，郭神父在上海县城小南门水门内的乔家浜（今乔家路）南岸九间楼的徐光启家中住了三天，随即迁往小南门外的双园（今桑园街）居住。接着，徐在住宅西旁设立了一间进行宗教活动的小堂:612。
郭居静神父在徐光启的亲友和农庄佃户中发展教徒，张姓天主教徒则在浦东与郭神父向徐光启的佃户们传教。经过郭的努力和徐光启的良好榜样，不到两年时间，已使200人归信，郭居静施洗的这些教徒，成为上海天主教历史上最早的一批教徒。1609年12月24日夜，是上海天主教历史上的第一个平安夜，徐光启和这些教徒在小堂内，参与了由郭神父主持的弥撒:612。后来张姓天主教徒家族渐兴，张家楼周围渐成聚落（现金桥镇内），张家楼成为浦东地区最早的天主教徒聚居村。

#### 孙元化领洗
1621年:614，嘉定县高桥人（今属浦东新区高桥镇）孙元化在北京受洗入教:614，圣名“依纳爵”:614。同年，孙告假还家，赴杭州杨廷筠家邀请传教士去嘉定开教，这时刚从澳门来的谢务禄（Alvarus de Semedo）变名为曾德昭，偕郭居静随孙元化至嘉定传教:614。孙为其建立了住院:614和一小堂:614。不久罗如望来到嘉定:614，孙又捐资在嘉定城中拱四图（今嘉定区教育安全管理中心处）建造了一座教堂:614，这座建于明天启年间的教堂是上海天主教历史上的第一座教堂:187-188。此后的三四年中，嘉定受洗的教徒有数百人，曾德昭神父称赞他们“较之欧洲所培养的最虔诚的教徒，并无逊色”:614。
天启年间，毕方济（Francesco Sambiaso）神父进入松江传教:615，为179名要求入教的信徒施洗，从此松江也有了天主教徒。1628年，毕方济离开松江:615。

#### 嘉定会议
1628年1月:614，内地耶稣会的澳门领导人巴尔迈禄（André Palmeiro）和内地的耶稣会士阳玛诺、高一志、龙华民、金尼阁、毕方济、郭居静、李玛诺、曾德昭、费奇观、艾儒略和傅汎际等在嘉定集会，讨论“Deus”（即拉丁文“天主”）的汉语译名统一问题:614以及天主教中国礼仪问题:614，史称“嘉定会议”。会议经过1个月的讨论，未取得共识，但参加者表示彼此尊重，并保留各自见解，“聖教三柱石”徐光启、杨廷筠、李之藻和孙元化列席了嘉定会议。

#### 日益广传

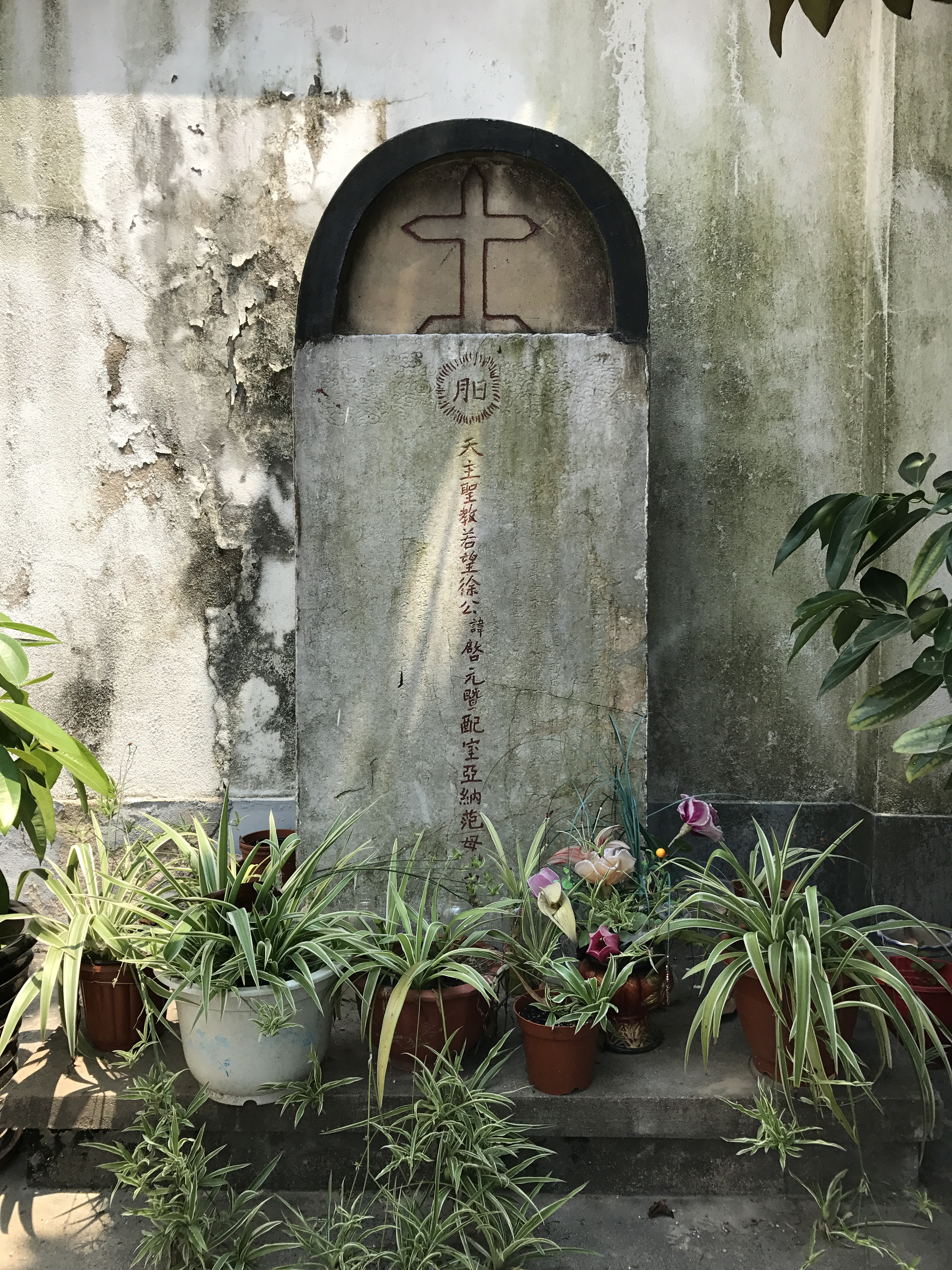
徐启元墓碑

1637年:615，耶稣会士意大利人潘国光（Francesco Brancati）被派遣到江南传教:615，潘的传教活动得到徐光启的子孙大力帮助:616。1638年，崇明新河镇中医徐启元在上海见到潘国光，接受福音，由潘国光付洗入教。1639年，徐启元邀请潘国光赴崇明传教:617，潘在徐启元家中住了几天:617，为徐启元全家及亲友40余人施洗入教，在新河镇徐家宅创立会口，天主教自此传入崇明:617。

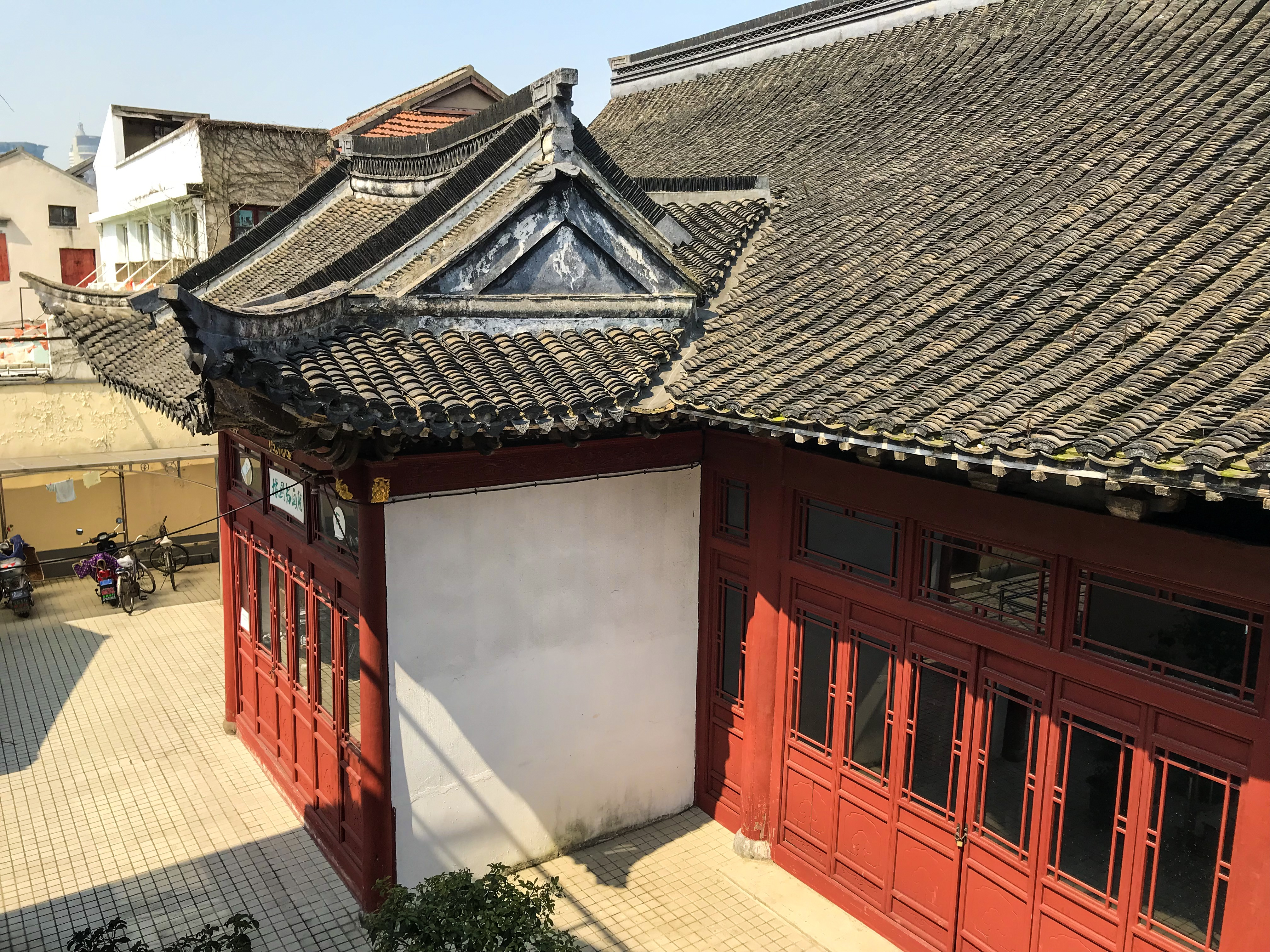
敬一堂，1959年被公布为上海市文物保护单位，1966年撤销。1981年被公布为南市区文物保护单位，2000年以“世春堂”之名被公布为黄浦区文物保护单位。2014年以“世春堂”之名被重新公布为上海市文物保护单位。

1640年:218，潘国光得到徐光启第四个孙女许甘弟大之助:616购得上海县城内北部安仁里（今梧桐路）:218潘允瑞所建的世春堂旧址:218，重加修葺:616，改为天主堂:218，堂名曰“敬一”:616，奉“耶稣救世主”为主保。建筑风格为中国宫殿式，高四丈六尺，阔四丈八尺，进深三丈六尺，楠木支柱，雕梁画栋，可容300人。堂旁为住院。潘国光成为第一个常驻上海的耶稣会传教士:615。院中筑有观星台:218，台高两丈三尺:218，以湖石叠成:218，刻有黄赤道经纬度:218，有石阶盘旋而上，为潘国光研究天文、历法之所，观星台后于清乾隆年间废:218。耶稣会尊重当时中国男女有别的风俗，敬一堂专供男教徒参加宗教活动之用，而原徐光启所建的小堂则专为女教徒参与宗教活动之用:616。敬一堂是至今尚存的上海最古老的天主教堂:616，其建成后的近百年间为当时上海天主教的中心。
崇祯年间（1628—1643年），建成金家巷圣母无染原罪堂，为浦东地区最早的天主教堂。
明末，奉城之西的高桥有一户陶姓人家信奉天主教，后陶姓人家一女嫁于南桥的一户鞠姓人家，由此鞠家也入了天主教。之后，天主教便在奉贤逐渐传开。

### 清初发展
明末清初，天主教传入金山卫地区。
顺治十五年（1658年）:618，许甘弟大:618资助潘国光在松江邱家湾建造教堂及教士住院，并献地百亩为教堂公产，是为松江最早的天主教堂。随着传教的顺利，教务的发达，教徒不断增多，潘国光在上海的天主教徒中建立了“耶稣苦难会”、“圣母会”、“天神会”、“圣依纳爵会”和“圣方济各沙勿略会”五种善会:618。
清顺治18年（1660年），罗马教廷传信部在中国推行宗座代牧制，从澳门教区分设南京宗座代牧区，将代牧的任命权从葡萄牙手中变相收回。

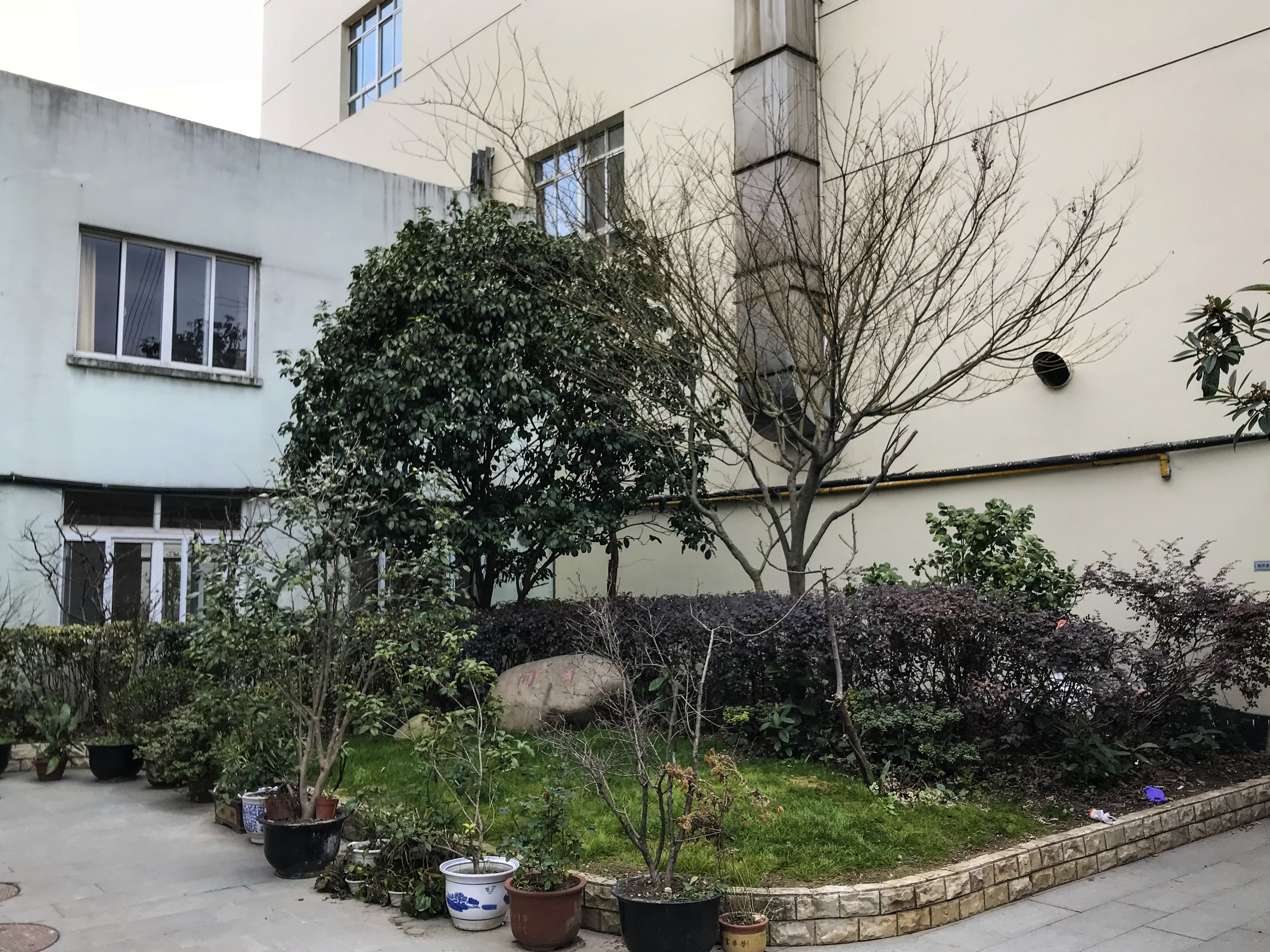
黄浦区文物保护点——圣墓堂天主教公墓遗址

康熙二年（1663年），天主教传入青浦县。

#### 历狱沦难
康熙三年（1664年）9月15日:78，安徽歙县人:77回教徒:15杨光先向礼部诬告汤若望，发动历狱:78。清廷谕令各地传教士集中北京，翌年包括潘国光在内的全国各地26名传教士全部解京:78:620，随后留下在清廷服务的传教士，其余包括潘国光在内的23名传教士遣发广州:15:620。许甘弟大送去生活费银300两。1664年，上海有天主教徒42,000人:76-77，松江有2,000人，嘉定有400人:77:620。康熙八年（1669年）:81，汤若望案平反昭雪:102:620。潘国光于启程回上海前发病，康熙十年（1671年）4月25日卒于广州，毕嘉、柏应理将其棺材带回上海:620，葬于南门外的圣墓堂墓地:620（今黄浦区徽宁路第三小学）。

#### 难后求生
康熙十年（1671年），法籍传教士刘迪我（Jaques Le Favre）去崇明岛，在崇明县城内购屋一所，改为住院，又在新河镇西苏家宅首建诸圣堂并公开传教。康熙十六年至十九年(1677至1680年)，比利时籍神父柏应理得到许甘弟大的资助，将港沿镇西周围原有袁家会、沈家会、徐家会、许家会的4个“公所会”（会口）合并，建立大公所，作为崇明的中心堂口。

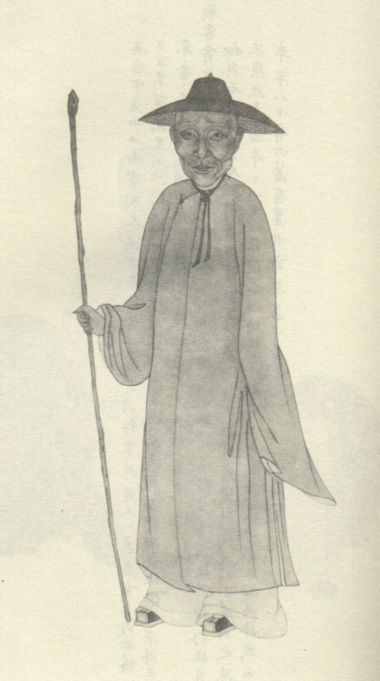
吴渔山画像

康熙二十七年（1688年）起，由第一位中国主教罗文藻所祝圣最早的三名中国神父之一的江苏常熟人吴渔山在上海县和嘉定县一带传教:622-623，长达30年。康熙三十五年（1696年），吴神父仿照潘国光的方法，在嘉定的天主教徒中建立了名为“圣方济各会”的善会:623。
康熙四十一年（1702年），崇明县有天主教徒5,000人。康熙五十年（1711年），法籍神父彭加德常驻崇明，彭神父成为第一个常驻崇明的外国传教士。康熙五十九年（1720年），在祝桥周家宅建玛尔谷堂，自此，天主教传入南汇县。

### 清中期禁教
“中国礼仪之争”发生后，康熙帝于康熙五十九年（1720年）决心禁止传习天主教:624-625。雍正元年（1723年），清世宗实施圣祖制订的政策，颁发了禁止传习天主教的谕令:625。江南各地的传教士为官府所获，遣送至广州:625-626。雍正八年（1730年），敬一堂被官府没收，并改建为关帝庙:626。

#### 艰难发展
雍正十二年（1734年），法国耶稣会神父至青浦徐泾蔡家湾传教，并在蔡家湾建造了一所小堂，定名“慈母堂”，此为青浦县第一所天主堂。
乾隆元年（1736年），在华亭县亭林乡十三保（今金山区亭林镇红阳村）建天主堂，此为浦南地区最早的天主堂。乾隆九年（1744年），在浦东地区张家楼建寻获十字架堂（今张家楼耶稣圣心堂前身）。
乾隆十三年（1748年），敬一堂旁的住院则被改建为申江书院:626。其余各处的天主堂和小堂也被改建或拆毁:626。
在禁教的雍、乾、嘉、道四朝一百多年间，保持信仰的天主教徒仍然秘密地过宗教生活:627-628，并经受教外人和官府方面的种种迫害和敲诈勒索:25，从澳门潜入的外国传教士和中国神父也在秘密地进行宗教活动:628。

#### 南怀仁传道
乾隆二十一年（1756年），奥籍传教士南怀仁（Godefroid Xavier de Laimbeckboven）主教从澳门潜入内地，于1760年来到江南，在上海、苏州一带传教，他冒着随时被捕的危险，藏身在狭小的渔船上，终年奔走，为坚持信仰的教徒施行圣事。同时期和南怀仁主教一起在江南地区牧养教徒的外国传教士和中国神父有苏州人管玛尔（葡语名：Marc Ribero）神父、徽州人姚若翰神父、里斯本人安玛尔（Martin Corea）等人:626-627。1787年5月22日，南怀仁主教在浦东汤家巷病逝:628:10，他的遗体由教徒运往苏州白马涧教友墓地安葬:10。

#### 罗伯济传道

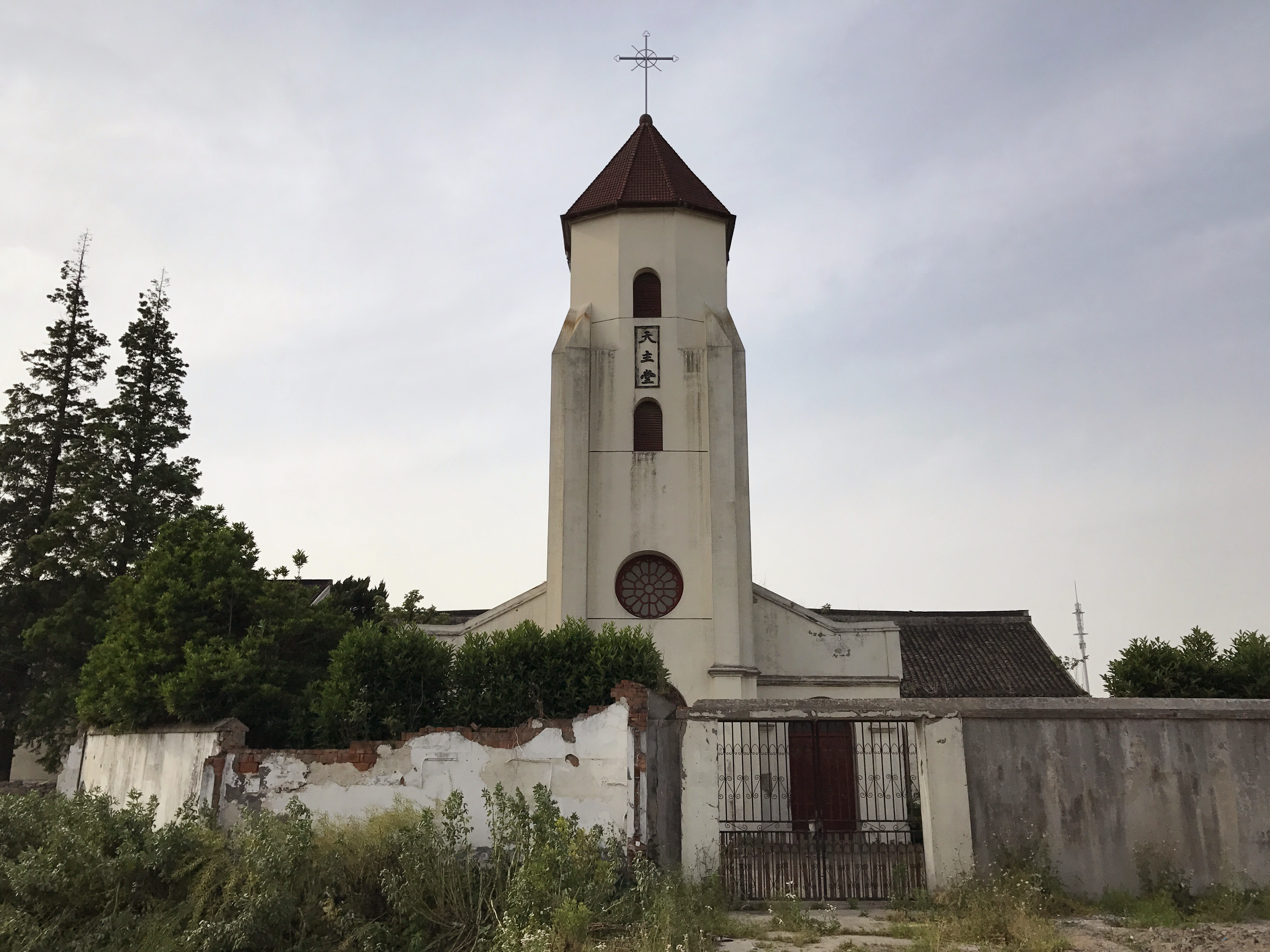
张朴桥会口

道光十九年（1839年）10月，南京教区的九十八名天主教徒在王若望和张西满两位中国神父的带领下，于松江佘山脚下的张朴桥会口，在白绢上联名写下了上呈教宗额我略十六世的请愿书，要求派遣主教和传教士来华:83-84。1840年，教廷传信部委任在江南传教的意大利圣家院传教士罗伯济（也叫罗类思，Louis de Bési）为南京教区署理主教:628:17，藏匿在浦东金家巷:628，金家巷无原罪始胎堂成为主教府。同年，由沈则宽神父和顾鸿义教友在程家桥北顾村共建北顾耶稣圣心堂，天主教传入今长宁区境内。
1842年7月11日，三位法国耶稣会神父：南格禄（Claude Gotteland）、艾方濟（François Estève）和李秀芳（Benjamin Brueyre），受命完成重返中国的使命，到达上海附近的吴淞。道光二十三年（1843年）二月，罗伯济主教委托李秀芳在张朴桥创办修道院，同年五月命名为“圣母无玷圣心修道院”，招收了第一批年龄在13至18岁之间的修生，共22人，同年七月，修道院址迁横塘。同年在浦东地区张家楼重建天主堂，堂名圣盎博罗爵堂（今张家楼耶稣圣心堂前身），并设修道院。

### 清末弛禁

#### 收回教产
道光二十四年（1844年）10月24日，法国特使剌萼尼与两广总督耆英签订中法黄埔条约:632:141。条约签订后，剌萼尼要求耆英上奏清宣宗弛禁天主教:632，清宣宗准奏:141。1846年2月20日:80，清宣宗颁布上谕，明确允许中国人可以信仰天主教，并宣布归还康熙年间的天主教教产:142。是年8月:83，罗伯济、南格禄抓住这个时机，委派梅德尔（Lemaître）神父承担向上海道台交涉归还教产的任务:84，经过梅德尔神父的调查，他将要求归还的教产情况编写成一本备忘录:85，交给英国领事阿礼国（Ruterford Alcock）和丹麦领事代理人亚历山大·卡尔代（Alexandre Calder）:632:85，同年12月初，卡尔代陪同阿礼国及通事前往上海道署向上海道台宫慕久提出归还教产的要求:86，除老天主堂由于已改作关帝庙无法归还外:147:86，对于其他两处教产是否归还，宫慕久赴省城苏州向江苏署理巡抚程矞采请示:86，两天后，宫慕久回到上海:86，向阿礼国表示可以归还圣墓堂墓地:86，但老天主堂旁边一座原属于神父住院的房屋和一座花园无法归还:86，不过可以另拨一块合适的土地作为补偿:86。最后达成协议，由上海道拨出上海县城垣之内的石皮弄（今太阳都市花园处）、黄浦江边的董家渡和洋泾浜三块土地作为补偿:633:147:87。

#### 徐家汇教案
道光二十七年（1847年），南格禄选定在徐家汇创办一所耶稣会会院:114。同年3月，梅德尔神父在毗连当地教友自建的徐家汇小堂处买了一块地皮。在营造施工时，由一个坏教友领着一群外教友闯入工地，阻扰建造:115。正在工地督工的马义谷修士挺身而出，慑服了闹事者。随后，梅德尔从上海知县周沐润那里要到了一张保护工地的告示:115：“徐家汇地方民地售与弗兰西罗主教建造堂宇，现在购料集匠兴工，如有乡民在该处阻挠滋扰，并窃料盘踞者，许该地保扭获解县究办。”此后工程得以顺利地进行:115。此为上海最早的一次教案，史称“徐家汇教案”。

#### 交涉中发展
同年5月6日，宫慕久正式照会罗伯济主教，告知同意拨董家渡处18亩土地以供建天主堂之用，同时，对原先拨给城内石皮弄之地改拨城内安仁里老天主堂后花园的一公顷土地，归教会使用。1847年5月17日，罗伯济在金家巷为出身于意大利那不勒斯圣家院的传教士赵方济（Marescà）举行了祝圣为助理主教的典礼:633，顶索利主教衔:106。同年7月，徐家汇耶稣会会院落成:115。同年11月，上海道台咸龄致函罗伯济，同意将北门外洋泾浜张家祠堂所属的28亩土地拨给教会使用。不久，上海县署理知县蓝蔚雯致函罗伯济，同意将圣墓堂墓地归还。
同年11月21日，罗伯济主教在董家渡亲自给未来的主教座堂奠基，当晚罗伯济启程返欧:107-108。1848年6月3日，传信部批准罗伯济辞职:111，赵方济成为了南京教区的署理主教:633。1848年9月11日徐类思神父在张家楼圣盎博罗削堂被祝圣为助理主教，顶塞斯皮斯主教衔:169-170。
道光二十九年（1849年），在真如夜号南四图王家厍购地1800平方米，建成主建筑5间、附属建筑13间的教堂。同年，建立殷行天主堂，为今杨浦区境内最早的天主教堂。
1855年初，赵方济主教的健康恶化，上海法国军舰上的军医前来会诊后，建议他返回欧洲调养身体:331。1855年4月8日，赵主教从上海启程返欧:633。同年11月2日，赵方济主教在那不勒斯去世:632-633:333，在那不勒斯的一座中国公学——圣家书院的圣堂内举行了赵主教的葬礼:333。赵主教去世后，徐类思成为南京教区的署理主教:634:333。

### 江南代牧区
咸丰六年（1856年）3月19日，徐类思主教接到罗马教廷传信部的来信，通知其传信部已于当年1月21日撤销南京代牧区，代之以建立一个委托于耶稣会的江南宗座代牧区:634:334，他本人将移驻湖广代牧区:334。徐类思主教随即指定了两位代权主教，由他俩负责徐离开时教区的工作，耶稣会的郎怀仁神父作为耶稣会会士的代权，圣家会的龙保理神父作为非耶稣会会士的中外神父的代权:334-335。同年4月7日，徐启程离开上海:335。南京教区的撤销和江南宗座代牧区的建立意味着葡萄牙对中国内地保教权的结束:634。
同年五月十六日（6月18日），在今天虹大厦处，由杨神父及金奚荣、金秀昌等教友集资，始建金家堂。
咸丰七年（1857年），王家厍天主堂正式开放，名圣母圣心堂。
同治十一年（1872年），在川沙城厢始建耶稣主心堂（今耶稣圣心堂前身）。

### 南京代牧区
1921年，分为南京代牧区（主教座堂在上海）和安徽代牧区（主教座堂在芜湖）。1926年和1931年，再度分出海门教区和徐州教区。

### 上海代牧区
1936年，江苏省剩下的部分分别设立上海代牧区和南京代牧区，上海代牧区管辖长江以南苏州以东的地区，和长江以北除徐州和南通附近以外的地区（大半个苏北，但信徒较少）。

### 上海教区
1946年，罗马教廷宣布在华实行圣统制，上海宗座代牧区改设正式的上海教区。至1949年底，上海教區範圍包括上海市及江蘇省上海、寶山、嘉定、川沙、南匯、青浦、松江、奉賢、金山等9縣。
1949年，上海教区共有425座圣堂、84位教区司铎、137位会籍司铎、14,5244名教友。

#### 龚品梅时期
1949年，从上海教区又分出苏州教区和扬州监牧区、海州监牧区两个监牧区，上海教区和苏州教区均由中国籍主教管理。1950年，苏州主教龚品梅兼任上海主教。
1951年9月6日，陳哲敏、沈士賢、侯之正，高樂康（Le Grand），赵玉明（Mg. Prevost）5人在上海天主教協進會，莫克勤神父在高隆邦會同日被捕。1953年6月15日夜，朱树德神父被捕。

#### 教难时期
1955年9月8日夜，上海教区正权主教龚品梅，以及張希斌、金鲁贤、蔡石方、朱洪声、陈天祥、王仁生、陳雲棠、朱雪帆、劉季澤、傅鶴洲、李度、范忠良等30多名神父被打成“龚品梅反革命集团”，被捕入狱，史称“九八教难”。
1960年3月17日，龔品梅主教等人一起被判刑。同年自选自圣张家树为上海教区主教，不被教宗承认。主教座堂也迁到徐家汇天主教堂。
1966年文革开始，所有圣堂全部关闭，挪作他用。1965年，修女被集中住在漕溪北路201号，1966年6月文革爆发，教区受到冲击，存款被冻结，房产包租被取消，8月神父也被集中住在漕溪北路201号，教职人员参加生产劳动维持生活费用。

#### 文革后恢复
1979年6月3日，张家树在徐家汇圣母院小圣堂内举行了一台圣神降临瞻礼弥撒，这是上海教区宗教活动中断十三年后的第一台弥撒。1980年春传出圣母在佘山显现，3月15日，江浙沪一带近三千名教友前去佘山朝圣和祈祷。1989年9月30日即圣热罗尼莫教父、圣师纪念日，由陈日君神父主祭，罗国辉神父和马爱德神父共祭，在佘山修院小圣堂第一次以公开、正式的方式举行了内地教会第一台梵二中文弥撒。1993年2月，教区决定恢复“总铎区管理”的传统模式，将上海教区划分为市东、市西、浦东、上海郊县、崇明5个总铎区。1994年年底又把浦东总铎区分为浦东东部与浦东西部两个总铎区，成为6个总铎区，分别由蒋卫淋神父、艾祖章神父、陈忻德神父、龚天德神父、赵景充神父担任六区总铎，总铎座堂分别为徐家汇圣依纳爵堂、董家渡圣方济各·沙勿略堂、邱家湾耶稣圣心堂、傅家玫瑰圣母堂、唐墓桥露德圣母堂、大公所耶稣圣心堂。

#### 现状
上海教区公开团体现有约111处教堂、宗教教职人员168人，划分为市区、浦东、浦南、嘉青松、崇明五个总铎区。至2023年底天主教徒11.92万人

## 历任牧长

### 罗马教廷认可主教
上海代牧区宗座代牧
1. 惠济良（Bishop Auguste Alphonse Pierre Haouisée, S.J.）（1933年12月13日-1946年4月11日）耶稣会会士，1928年6月25日，被任命为南京代牧区辅理主教，1931年5月13日，惠济良接任南京代牧区主教一职。1933年12月13日，教宗将南京代牧区分为南京和上海2个代牧区，惠济良留在上海，继续担任上海代牧区主教。1946年4月11日，成为天主教上海教区首任正权主教。1948年9月8日在上海去世。

上海教区正权主教（教廷承认）
1. 惠济良（Bishop Auguste Alphonse Pierre Haouisée, S.J.）（1946年4月11日-1948年9月8日）
2. *姚缵唐（Y. Henry）耶稣会会士，1915年至1923年任震旦大学校长，1928-1935年及1946-1950年两度任修院院长，1937-1946年任耶稣会会长，1948-1950年任教区代理主教。
3. *龔士榮 江蘇無錫人，1949年下半年被駐華大使黎培里提名為上海教區主教，而龔神父已於1949年4月南京淪陷時流亡台灣，對此任命並不知情。由於龔神父以不可能回到大陸，此提名於1950年被撤銷。
4. 龚品梅（Cardinal Ignatius Kung Pin-mei）（1950年7月15日－2000年3月12日）1949年8月9日，被任命为苏州主教，10月7日接受祝圣，1950年7月15日，调任上海主教，兼苏州和南京二教区宗座署理，1955年9月8日，龚品梅被捕入狱。1979年6月被秘密册封为枢机，1988年1月被提前释放，1991年6月29日，教宗在罗马授予枢机，2000年3月12日在美国去世。
5. 范忠良（Bishop Joseph Vei Zong Leong, S.J.）（2000年3月12日-2014年3月16日）耶稣会会士，1985年2月27日，被祝圣为助理主教，2000年3月12日，接任上海教区正权主教职位，及南京教区署理主教，2014年3月16日在上海去世。
6. 沈斌，（Bishop Joseph Shen Bin）（2023年4月4日就任，2024年7月15日任命）2023年7月15日，教宗方濟各批准沈斌接任上海教區主教。[65]。

上海教区助理主教（自选自圣，2004年获教廷承认）
- 金鲁贤，2013年去世

上海教区辅理主教（教廷承认）
- 邢文之（辞职）
- 马达钦

### 1956年后政府认可主教
上海教区正权主教（政府承认）
1. 张士琅（Francois Xavier Zhang）（1956年3月19日-1960年）（自选，代理，后未获宗座认可）1956年3月16日被推举为上海教区代理主教，以取代被捕入狱的龚品梅主教，3月19日举行就职弥撒并电告传信部，3月27日罗马复电拒绝，1964年去世。
2. 张家树（Bishop Aloysius Zhang Jia-shu, S.J.）（1960年4月27日-1988年2月25日）（自选自圣，后未获宗座认可）1960年4月23日由上海教区一批神父教友推举为上海教区主教，同年4月27日被祝圣为上海教区主教。1988年2月25日在上海去世。
3. 金鲁贤（Bishop Aloysius Jin Lu-xian, S.J.）（1985年1月27日-1988年2月25日，自选自圣助理主教，2004年获宗座宽恕认可）（1988年2月25日- 2013年4月27日地上教会正权主教，后未获宗座认可）耶稣会会士，1985年1月27日，祝圣为上海教区助理主教，1988年成为上海教区主教。教廷2004年認可他是上海教区助理主教。
4. 沈斌，（Bishop Joseph Shen Bin）教宗方济各7月15日任命了沈斌（若瑟）为中国大陆上海教区主教，将他从江苏省的海门教区调离。[66][67]

上海教区助理主教（政府承认）
1. 金鲁贤（Bishop Aloysius Jin Lu-xian, S.J.）（1985年1月27日-1988年）1985年1月27日，金鲁贤由周村教区宗怀德主礼、汉口教区董光清和南京教区钱惠民襄礼祝圣为上海教区助理主教，为中国天主教爱国会所承认，但没有得到教宗的任命和批准。与他同时祝圣的还有李思德。
2. 李思德（Stephen Li Si-de）（1985年1月27日-1993年）（自选自圣助理主教）1985年1月27日，祝圣为上海教区助理主教，1993年去世。
3. 马达钦（2012年）2012年7月7日晉牧，12月被一會一團剝奪主教職務。

上海教区辅理主教（政府承认）
- 邢文之，现已辞职。

### 罗马教廷与政府均不认可的主教
1. 张同利，陕西凤翔人，由易县教区师恩祥主教祝圣为神父，被范忠良主教停职，后通过欺骗手段由开封总教区宗长风助理主教祝圣为主教，作为范忠良主教的接班人，但未获罗马承认，并禁止他管理教区[68]。

### 副主教（Vicarius generalis）
| 姓名   | 圣名   | 任职时间                    | 附注     |
| ------ | ------ | --------------------------- | -------- |
| 朱雪帆 |        | 1950年:106——                |          |
| 李思德 | 斯德望 | 1983年1月——1984年12月       | 地上团体 |
| 艾祖章 | 若瑟   | 1998年2月7日——2012年8月20日 | 地上团体 |
| 邢文之 | 若瑟   | 1998年2月7日——2005年5月17日 | 地上团体 |
| 方祖耀 | 伯多禄 | ——2013年7月                 | 地上团体 |
| 吴建林 | 依纳爵 | 现任                        | 地上团体 |
| 沈增礼 | 维克多 | ——2012年8月17日             | 地下团体 |
| 朱育德 | 若瑟   | 现任                        | 地下团体 |

## 教堂与司铎、修女名单
上海教区分为47个堂区，地上团体有96名司铎，分属5个总铎区及佘山修院等单位。

### 市区总铎区
徐汇区
- 徐家汇圣依纳爵主教座堂（蒲西路158号）市区总铎区总铎座堂。现任本堂：田愿想；副本堂：武志强、米良、武永涛、南建胜、吴高森、谢慧敏
- 紫阳玫瑰圣母堂（龙吴路2573号）现任本堂：魏特选
- 主教府小堂（蒲西路120号）

黄浦区：
- 重庆南路圣伯多禄堂（重庆南路270号）副主教座堂。現任本堂：吳建林副主教；副本堂：任亚宁
- 君王堂（巨鹿路361号）现任本堂：马大超
- 董家渡圣方济各·沙勿略堂  （董家渡路185号）現任本堂：陸裕春
- 洋泾浜圣若瑟堂  （四川南路36号）現任本堂：何為

长宁区：
- 无原罪始胎圣母堂（遵义南路98号）现任本堂：李艳军
- 曹家渡圣弥额尔堂（万航渡路1066号）现任本堂:石广阔
- 息焉堂（可乐路17号）现任本堂：韦红星；副本堂:张玉盼

普陀区：
- 怒江路圣母圣心堂（怒江路624号）现任本堂：魏盼望

静安区：
- 大田路圣女小德肋撒堂（大田路370号） 現任本堂：趙保軍
- 闸北胜利之后堂（育嬰堂路289號） 現任本堂：沈宗熙

虹口区：
- 虹口耶穌聖心堂（南潯路246號） 現任本堂：牛素青

杨浦区：
- 杨浦和平之后圣母堂（惠民路692号）现任本堂：牛素青

闵行区
- 七宝圣母升天堂（七宝镇南街50号）现任本堂：李虎；副本堂：米计周
- 许家塘圣若瑟堂（七宝镇吴中路2068号）现任本堂：李虎
- 阮家厍玫瑰圣母堂（七宝镇九星村）现任本堂：李虎
- 小涞桥耶稣圣心堂（华漕镇光华村）现任本堂：李虎
- 薛家塘露德圣母堂（梅陇镇集心村）现任本堂:蒋煌纪
- 馬橋聖母無染原罪堂（马桥镇东街25號）现任本堂：任建文
- 南张圣若瑟善终主保堂（莘庄镇秀文路485弄50号）
- 陈行圣若瑟堂（浦江镇勤劳村六队）现任本堂：任建文
- 北桥大圣若瑟堂（颛桥镇中心村）现任本堂：任建文
- 杨家桥圣母圣诞堂（马桥镇工农村杨家）现任本堂：任建文
- 黄家光荣十字架堂（申南路469号）现任本堂:蒋煌纪
- 浦江圣若瑟堂（浦锦街道浦锦路402号）现任本堂:袁伟

宝山区：
- 孟家宅圣母七苦堂（阳泉路1295号）现任本堂：张恒义
- 北姚湾圣若瑟堂（大场镇南大村老宅生产队）現任本堂：郝现磊
- 吳淞聖保祿堂（同濟路206號支208號）現任本堂：张恒义
- 顾村圣方济各堂（顾村镇宝荻路484号）现任本堂：郝现磊
- 罗泾圣母领报堂（罗泾镇宝丰村柏家宅）现任本堂：郝现磊

| 序号 | 姓名                                   | 圣名        | 籍贯                   | 职务                                     | 所在堂区               | 晋铎日       |
| ---- | -------------------------------------- | ----------- | ---------------------- | ---------------------------------------- | ---------------------- | ------------ |
| 1    | 邢文之                                 | 若瑟        | 山东                   | 辅理主教（荣休）                         |                        | 1990.6.2     |
| 2    | 范富强                                 | 若亚敬      | 上海                   | 主教代表                                 | 徐汇区蒲西路120号      | 1987.6.13    |
| 3    | 张恒义                                 | 玛窦        | 陕西                   | 本堂                                     | 孟家宅天主堂           | 1998.12.8    |
| 4    | 兰晓鹏                                 | 若瑟        | 河北                   | 教区房管组、佘山修院常务副院长           |                        | 1995.6.27    |
| 5    | 南建圣                                 | 方济各      | 陕西                   | 副本堂（本堂待遇）、房产                 | 徐家汇天主堂           | 1995.6.15    |
| 6    | 吴高森                                 | 伯多禄      | 山西                   | 副本堂（本堂待遇）、房产                 | 徐家汇天主堂           | 2002.12.5    |
| 7    | 顾张军                                 | 若瑟        | 上海                   | 上海教区秘书长、上海教区办公室主任       | 徐家汇天主堂           | 2007.12.1    |
| 8    | 魏盼望                                 | 若瑟        | 陕西                   | 本堂                                     | 怒江路天主堂           | 2009.12.5    |
| 9    | 白建清                                 | 若瑟        | 陕西                   |                                          | 君王堂                 | 1998.12.8    |
| 12   | 李虎                                   | 伯多禄      | 陕西                   | 本堂                                     | 闵行区马桥镇东街天主堂 | 2002.12.5    |
| 13   | 任建文                                 | 味增爵      | 上海                   | 本堂                                     | 闵行区七宝镇南街50号   | 2003.12.4    |
| 14   | 田愿想                                 | 若望        | 陕西                   | 市区总铎                                 | 徐家汇天主堂           | 1998.12.8    |
| 15   | 赵保军                                 | 安多尼      | 陕西                   | 本堂                                     | 静安区大田路370号      | 2000.12.7    |
| 16   | 魏特选                                 | 玛弟亚      | 陕西                   | 本堂                                     | 徐家汇天主堂           | 1998.12.8    |
| 17   | 牛素青                                 | 伯多禄      | 山西                   | 本堂                                     | 虹口区南浔路246号      | 2002.12.5    |
| 18   | 何为                                   | 若瑟        | 河北                   | 本堂                                     | 黄浦区四川南路36号     | 1995.6.15    |
| 19   | 陆裕春                                 | 若瑟        | 上海                   | 本堂                                     | 黄浦区董家渡路185号    | 1994.12.18   |
| 20   | 沈宗熙                                 | 马尔谷      | 上海                   | 本堂                                     | 静安区育婴堂路289号    | 1990.6.2     |
| 22   | 袁伟                                   | 安多尼      | 陕西                   | 本堂                                     | 浦江天主堂             | 2012.3.17    |
| 23   | 石广阔                                 | 马尔谷      | 陕西                   | 本堂                                     | 曹家渡天主堂           | 2012.3.17    |
| 27   | 谢慧敏                                 | 保禄        | 内蒙古                 | 副本堂、主教秘书                         | 徐家汇天主堂           | 2013.10.24   |
| 29   | 武志强                                 | 碧岳十世    | 山西                   | 副本堂（本堂待遇）                       | 徐家汇天主堂           | 2017.6.7     |
| 30   | 任亚宁                                 | 伯多禄      | 河北                   | 专职副本堂（本堂待遇）                   | 伯多禄堂               | 2017.6.7     |
| 31   | 吴建林                                 | 依纳爵      | 上海                   | 副主教                                   | 伯多禄堂               | 1997.11.22   |
| 32   | 蒋煌纪                                 | 方济各      | 上海                   | 本堂                                     | 集心村天主堂           | 1994.12.18   |
| 33   | 沈斌                                   | 若瑟        | 江苏                   | 上海教区主教、佘山修院院长               | 徐汇区蒲西路120号      | 1996.10.1    |
| 34   | 侯文辉                                 | 若瑟        | 上海                   |                                          | 赴德进修               | 2002.12.5    |
| 35   | 秋逸安（Esteban Manuel Aranaz Aranda） | 斯德望      | 西班牙                 | 西班牙语团体                             | 董家渡                 | 1994.6.12    |
| 36   | François-Joseph Himbert                | 方济各·若瑟 | 法国                   | 法语团体                                 | 曹家渡                 |              |
| 37   | 林方济各                               | 方济各      | 韩国                   | 韩语团体                                 | 重庆南路               |              |
| 38   | 柏寒夕（Michael Bauer）                | 弥额尔      | 德国科隆总教区曲尔皮希 | 德语团体                                 | 重庆南路               |              |
| 8    | 马大超                                 | 若瑟        | 陕西                   | 本堂、光启音乐学校校长                   | 君王堂                 | 2002.12.5    |
| 5    | 郝现磊                                 | 若望        | 河北                   | 本堂                                     | 北姚湾天主堂           | 2010.12.11   |
| 7    | 韦红星                                 | 保禄        | 山西                   | 本堂                                     | 息焉堂                 | 1998.12.8 .8 |
| 4    | 米良                                   | 若瑟        | 河北                   | 副本堂（本堂待遇）、上海教区办公室副主任 | 徐家汇天主堂           | 2009.12.5    |
| 9    | 武永涛                                 | 若瑟        |                        | 副本堂（本堂待遇）、房产                 | 徐家汇天主堂           | 2017.6.7     |
| 9    | 张玉盼                                 | 玛窦        | 河北                   | 副本堂                                   | 息焉堂                 | 2023.6.10    |
| 16   | 米计周                                 | 玛窦        | 河北                   | 副本堂                                   | 七宝天主堂             | 2021.6.5     |

### 浦东总铎区
浦东新区：
- 唐墓桥露德圣母堂（唐镇老街40号）浦东新区总铎区总铎座堂，上海教区朝圣地。現任本堂：曾红勤；副本堂:杨冬冬
- 張家樓耶穌聖心堂（金橋鎮红枫路151号）現任本堂：郁波
- 东施家圣方济各堂（川沙镇川沙路4311弄10号）现任本堂：吴宣传
- 服字号圣母往见堂（川沙镇川周公路8682弄4号）现任本堂：解建明
- 集贤桥圣路加堂（张江镇江东村集贤桥一队）现任本堂：于祥望
- 大七灶耶稣圣心堂（川沙镇纯心村二队吴家宅75号）现任本堂：吴宣传
- 川沙耶穌聖心堂（川沙镇中市街42弄15号）现任本堂：吴宣传
- 虹桥港天主之母堂（祝桥镇江镇江明路210弄20号）
- 陆家桥圣若望臬波莫堂（六团镇储店村六队）
- 十八湾无原罪始胎圣母堂（川沙镇黄楼社区栏杆村曹家宅）现任本堂：吴宣传
- 西龔聖母聖誕堂（合庆镇青四村二队）现任本堂：高养宏
- 外龚圣若瑟善终主保堂（合庆镇青四村二队）现任本堂：高养宏
- 金家圣母献耶稣于圣殿堂（合庆镇建光四队）
- 朱家达尼老堂（合庆镇春雷一队）
- 染布架圣弥额尔总领天神堂（莱阳路4288弄2号）现任本堂：李方元
- 金家巷聖母無染原罪堂（花木镇紫槐路80號） 現任本堂：陈增奇
- 傅家玫瑰聖母堂（浦東大道1115號）上海教區朝聖地。现任本堂：贾少平
- 其昌栈圣若瑟堂（浦东大道660号）现任本堂：贾少平
- 冯家桥圣母领报堂（浦东大道歇浦路73号）现任本堂：贾少平
- 南黃天主之母堂（北蔡镇五星村13队163号）现任本堂：赵世杰
- 钱家圣母圣心堂（张江高科技园区居里路469号）
- 高家宅无原罪始胎圣母堂（曹路镇努力村二队）现任本堂：李忠信
- 秦家石桥若瑟堂（张江镇钱堂村顾家宅22号）
- 杨思若瑟堂（云台路731号）现任本堂：李孝畏
- 南汇玫瑰聖母堂（惠南鎮人民西路167號）现任本堂：刘智伟
- 周家布庄圣弥额尔堂（惠南镇永安村）
- 外四灶无原罪始胎圣母堂（书院镇黄华村五组）现任本堂：解建明
- 祝西光荣十字架堂（祝桥镇祝西村十五组）
- 腰路耶稣君王堂（三灶镇三灶村五星十一组）
- 石家桥圣若瑟堂（新场镇新卫村新北190号）
- 蔡家桥天主圣神堂（新场镇祝桥村五组655号）
- 小七灶无原罪始胎圣母堂（六灶镇鹿川路七灶村858号）
- 大团圣若瑟堂（大团镇永春西一路386号）现任本堂：解建明
- 萬祥耶穌聖心堂（万祥镇万宏村万六609号）现任本堂：解建明
- 三墩方济各·沙勿略堂（大团镇三墩邵村十一组）现任本堂：解建明
- 六墩耶稣升天堂（盐仓镇星火村七组）现任本堂：李肖强；副本堂：米计周
- 周浦耶穌聖心堂（周浦镇周东路681号）现任本堂：贾晟永
- 渔秧滩玫瑰圣母堂（康桥镇怡园村七组）现任本堂：贾晟永
- 顾家楼圣母圣心堂（康桥镇汤巷村四组）现任本堂：贾晟永
- 飞云桥寻获十字圣架堂（下沙镇飞云村一组）现任本堂：贾晟永
- 西八灶圣母七苦堂（康桥镇沿南一组）现任本堂：贾晟永
- 西七灶圣若瑟堂（周浦镇姚桥九组）现任本堂：贾晟永

| 序号 | 姓名   | 圣名   | 籍贯 | 职务         | 所在堂区                      | 晋铎日     |
| ---- | ------ | ------ | ---- | ------------ | ----------------------------- | ---------- |
| 1    | 李肖强 | 保禄   | 山西 | 本堂         | 六墩                          | 2002.12.5  |
| 2    | 赵世杰 | 若望   | 山西 | 本堂         | 南黄天主堂                    | 2002.12.5  |
| 3    | 贾少平 | 保禄   | 陕西 | 本堂         | 浦东新区浦东大道1115号        | 2001.12.7  |
| 4    | 李忠信 | 伯多禄 | 山西 | 本堂         | 浦东新区高桥镇莱阳路4288弄2号 | 2001.12.7  |
| 5    | 曾红勤 | 若瑟   | 陕西 | 浦东新区总铎 | 唐墓桥天主堂                  | 2000.12.7  |
| 6    | 解建明 | 多明我 | 陕西 | 本堂         | 万祥                          | 1998.12.8  |
| 7    | 高养宏 | 多明我 | 陕西 | 本堂         | 浦东新区合庆镇青三村四队      | 1996.12.21 |
| 8    | 向少麟 | 保禄   | 上海 | 本堂         | 浦东新区北蔡镇五星村13队163号 | 1994.12.18 |
| 9    | 刘智伟 | 若望   | 陕西 | 本堂         | 浦东新区惠南镇人民西路167号   | 1996.12.21 |
| 10   | 吴宣传 | 若瑟   | 陕西 | 本堂         | 川沙                          | 2001.12.7  |
| 11   | 贾晟永 | 方济各 | 山西 | 本堂         | 浦东新区周浦镇军民路天主堂    | 1995.6.15  |
| 12   | 陈增奇 | 若瑟   | 河北 | 本堂         | 金家巷                        | 1998.3.19  |
| 15   | 杨冬冬 | 保禄   | 山西 | 副本堂       | 唐墓桥天主堂                  | 2022.6.29  |
| 21   | 李孝畏 | 安当   | 山西 | 本堂         | 杨思天主堂                    | 2001.12.7  |
| 24   | 于祥望 | 若瑟   | 陕西 | 本堂         | 张江天主堂                    | 2012.3.17  |
| 1    | 郁波   | 若翰   | 上海 | 本堂         | 张家楼天主堂                  | 2010.12.11 |
| 5    | 李方元 | 方济各 | 陕西 | 本堂         | 外高桥天主堂                  | 2001.12.7  |

### 浦南总铎区
金山区：
- 张堰耶穌君王堂（张堰镇百家村4056号）现任本堂：赵奉献；
- 虹桥无原罪始胎圣母堂（吕巷镇南塘村14组3111号）现任本堂：赵奉献
- 水字圩光荣十字架堂（朱泾镇联盟村6组）
- 松隐圣母诞辰堂（朱泾镇新农温和村光华1159号）
- 十三堡耶穌聖心堂（亭林镇红阳村）现任本堂：史振江
- 招贤浜痛苦圣母堂（亭林镇亭西村全心8组）
- 后冈圣母领报堂（亭林镇后岗村6组）
- 潮泥滩耶稣圣心堂（枫泾镇菖梧村12组）
- 硯池浜聖達尼老堂（兴塔镇五一村潜庄1054号）现任本堂：李艳军
- 盛家滩圣玛弟亚堂（兴塔镇韩坞村新泖盛家滩）
- 横港耶稣圣心堂（张堰镇秦望村2组）现任本堂：赵奉献
- 小漕泾圣母七苦堂（干巷镇龙湾村龙湾5015号）现任本堂：赵奉献
- 西墙界圣若瑟总主保堂（朱泾镇富强村6组）
- 东林浜圣若翰堂（吕巷镇戚埭村4组5069号）现任本堂：赵奉献
- 南阮玫瑰圣母堂（亭林镇六塔村6组）现任本堂：史振江
- 朱泾圣母升天堂（朱泾镇广福街125弄）
- 宋家厍若瑟善终主保堂（廊下镇中民村3组）现任本堂：赵奉献

奉贤区：
- 南橋无原罪始胎圣母堂（南桥镇新建中路558號） 浦南总铎区总铎座堂。現任總鐸：盧慶林；副本堂:周嘉
- 南上海天主堂（南桥镇运河路155号）现任本堂：卢庆林
- 网船会圣伯多禄堂（百富路百秀路）现任本堂：卢庆林
- 潘家耶稣升天堂（柘林镇沪杭公路3370号）现任本堂：卢庆林
- 平安聖家善牧堂（平安镇平禄路89号）现任本堂：吴志刚
- 青村諸聖堂（后门：青村镇西街110号或正门：青村镇南奉公路2895号）现任本堂：余稼轩
- 泰日桥无原罪始胎堂（泰日镇明星村六组）现任本堂：李纲耀
- 朱庄圣若瑟堂（新寺镇翁家村六组）现任本堂：卢庆林
- 李家桥玫瑰圣母堂（头桥镇朝阳村二组）现任本堂：李纲耀
- 大门墩圣母圣心堂（塘外镇人民路128弄2号）现任本堂：余稼轩
- 庄家桥圣母主保堂（泰日镇光星村一组）现任本堂：李纲耀
- 坭桥天主圣三堂（柘林镇东海村八组）现任本堂：卢庆林
- 沈行前圣安德肋堂（褚家路66号）现任本堂：卢庆林

| 序号 | 姓名   | 圣名   | 籍贯   | 职务     | 所在堂区                 | 晋铎日     |
| ---- | ------ | ------ | ------ | -------- | ------------------------ | ---------- |
| 2    | 卢庆林 | 若望   | 陕西   | 浦南总铎 | 同上                     | 2000.12.7  |
| 3    | 郁海观 | 安当   | 上海   | 本堂     | 泰日                     | 2007.12.1  |
| 4    | 杜仁元 | 若瑟   | 江苏   | 养老     | 平安镇天主堂             | 1985.11.21 |
| 5    | 余稼轩 | 保禄   | 陕西   | 本堂     | 奉贤青村镇西街 112号     | 2002.12.5  |
| 6    | 赵奉献 | 多默   | 陕西   | 本堂     | 金山区张堰镇百家村天主堂 | 1998.12.8  |
| 8    | 史振江 | 安多尼 | 山西   | 本堂     | 金山区亭林镇红阳村天主堂 | 2006.12.2  |
| 11   | 李艳军 | 伯多禄 | 山西   | 本堂     | 砚池浜天主堂             | 2007.12.1  |
| 13   | 吴志刚 | 伯多禄 |        | 本堂     | 平安天主堂               | 2012.3.17  |
| 3    | 李刚耀 | 若瑟   | 陕西   | 本堂     | 松泰日                   | 2008.12.6  |
| 39   | 周嘉   | 若望   | 内蒙古 | 副本堂   | 南桥天主堂               | 2021.6.5   |

### 嘉青松总铎区
松江区：
- 邱家灣耶穌聖心堂（中山街道方塔北路281號）嘉青松总铎区总铎座堂。現任總鐸：何永輝；副本堂:张珂
- 马路桥圣若瑟堂（阔街53弄底）
- 泰晤士小镇圣神降临堂（三新北路900弄610号）
- 佘山进教之佑圣母大殿（佘山镇西佘山）中国大陆唯一的乙级宗座圣殿，中国天主教朝圣地。
- 佘山中山聖母中保堂（佘山镇西佘山）现任本堂：贾少宇
- 张朴桥无原罪始胎圣母堂（佘山镇张朴村）该堂现无弥撒。
- 江秋潭耶稣圣心堂（佘山镇江秋村河北队）
- 横塘圣母领报堂（泗泾镇沪松公路2188号）现任本堂：高学谦
- 吴家浜露德圣母堂（泗泾镇长施公路1115号）
- 中泾圣母领报堂（松江工业区新兴村南新224号）现任本堂：张俊
- 东王玫瑰聖母堂（车墩镇李高路276号）现任本堂:张俊
- 五厙玫瑰聖母堂（泖港镇五厙曹家浜村201号）现任本堂：田明刚
- 沈家阁圣若瑟堂（泖港镇姚厍村新建村）
- 中橋聖伯多祿聖保祿堂（永丰街道盐仓二村中桥队）现任本堂：
- 雉鸡汇露德圣母堂（泖港镇五厍曙光村）
- 白墙头圣若翰堂（石湖荡镇金汇村金星638号）
- 平武浜玫瑰圣母堂（永丰街道盐仓三村平阳队）
- 沙江庵圣方济各•沙勿略堂（新桥镇申港路100号）
- 佘山修院小堂（佘山镇佘山修院内）

青浦区：
- 朱家角耶穌升天堂（朱家角镇漕河街317弄27號）現任本堂：杨建军
- 泰來橋无原罪始胎聖母堂（夏阳街道南村70号）现任本堂：王景茂；副本堂:武舜
- 蔡家灣玫瑰聖母堂（徐泾镇高泾村185号）现任本堂：左慧麟；副本堂:李谦
- 杨树圩圣安德肋堂（青浦镇青赵路七号桥）現任本堂：薛飞
- 金泽圣若望堂（金泽镇培爱路181号）现任本堂：苏天光
- 章练塘圣母无原罪始胎堂（练塘镇钟联村291号）
- 小东圩七苦圣母堂（赵巷镇方夏村方东八队）现任本堂:于呈祥
- 白鹤中华圣母祈祷所（白鹤镇盈联路众舟村粮油店左侧）现任本堂:薛飞
- 枫林浜圣母诸宠中保堂（重固镇华益村178号）

嘉定区：
- 嘉定宫保桥耶穌聖心堂（中下塘街99號）现任本堂：田海军
- 南翔露德聖母堂（真南路5215號）现任本堂：高超
- 安亭圣母圣诞堂（安亭新镇安智路177弄1号万创广场）现任本堂:何祥喜
- 钱门护守天神天主堂（外冈镇钱门塘古塘村170号）现任本堂：田海军
- 娄塘圣伯多禄堂（娄塘镇人民街158号）现任本堂：田海军
- 庄家村圣若瑟堂（安亭镇黄渡庄家村联星路164号）

| 序号 | 姓名         | 圣名     | 籍贯 | 职务                         | 所在堂区                           | 晋铎日     |
| ---- | ------------ | -------- | ---- | ---------------------------- | ---------------------------------- | ---------- |
| 1    | 王景茂（兼） | 安德肋   | 山西 | 本堂                         | 青浦区夏阳街道南门环城镇城南村70号 | 1998.12.8  |
| 2    | 龚天德       | 若望     |      | 养老                         | 朱家角天主堂                       | 1990.8.27  |
| 4    | 高学谦       | 伯尔纳定 | 陕西 | 本堂                         | 横塘天主堂                         | 2003.12.4  |
| 6    | 田海军       | 伯多禄   | 山西 | 本堂                         | 嘉定区中下塘街99号                 | 1996.12.21 |
| 7    | 田明刚       | 若瑟     | 陕西 | 本堂                         | 松江区泖港镇五厍天主堂             | 2002.12.5  |
| 9    | 左慧麟       | 厄玛努尔 | 上海 | 本堂                         | 青浦区徐泾镇高泾村185号            | 2004.12.3  |
| 10   | 何永辉       | 安德肋   | 上海 | 嘉青松总铎、光启服务中心主任 | 松江区方塔北路10号                 | 2006.12.2  |
| 11   | 张俊         | 安多尼   | 陕西 | 本堂                         | 车墩天主堂                         | 2012.3.17  |
| 12   | 薛飞         | 伯多禄   |      | 本堂                         | 杨字圩天主堂                       | 2012.12.3  |
| 13   | 苏天光       | 弥额尔   | 陕西 | 本堂                         | 金泽                               | 2001.12.7  |
| 2    | 王春勇       | 若翰     | 陕西 | 本堂                         | 天马天主堂                         | 2002.12.5  |
| 25   | 高超         | 雅各伯   |      | 本堂                         | 南翔天主堂                         | 2012.3.17  |
| 26   | 于呈祥       | 尼各老   | 陕西 | 本堂                         | 小东圩天主堂                       | 2012.3.17  |
| 1    | 杨建军       | 若望     | 山西 | 本堂                         | 朱家角天主堂                       | 2007.12.1  |
| 5    | 贾少宇       | 保禄     | 陕西 | 本堂                         | 中山天主堂                         | 2009.12.5  |
| 39   | 张珂         | 安当     | 山西 | 副本堂                       | 邱家湾天主堂                       | 2023.6.10  |
| 39   | 李谦         | 伯多禄   | 河北 | 副本堂                       | 蔡家湾天主堂                       | 2023.6.10  |
| 40   | 武舜         | 方济各   | 山西 | 副本堂                       | 泰来桥天主堂                       | 2021.6.5   |
| 28   | 何祥喜       | 若瑟     | 河北 | 本堂                         | 安亭天主堂                         | 2017.6.7   |

### 崇明总铎区
崇明区：
- 大公所耶穌聖心堂（港沿镇骏马村）崇明总铎区总铎座堂。現任總鐸：黃政平；副本堂:宁永旺
- 牌楼始胎无原罪圣母堂（港沿镇建中村）
- 新開河圣保禄堂（新河镇民主街180号）现任本堂：张永正
- 邱家母名堂（堡镇财贸村石桥747号）现任本堂：张永正
- 小漾桥总领天神堂（堡镇凯风村）现任本堂：黄政平
- 堡镇圣若瑟堂（堡镇强民路菜园村）现任本堂：黄政平
- 草棚镇聖十字架堂（三星镇草棚村）现任本堂：范亚强
- 竖河镇圣马尔定堂（竖河镇竖东村）
- 南盘滧圣西满堂（港西镇北双村）现任本堂：范亚强
- 沈家湾圣家堂（港西镇颂平村264号堂点、庙镇保安村12村）
- 傍徨镇天主圣三堂（五滧镇彷徨村）原海门教区朝圣地。
- 高宅蔡進教之佑聖母堂（向化镇二堡村）现任本堂：申旭东
- 向化镇北献母堂（向化镇万龙村）
- 陈家镇聖若翰堂（陈家镇晨光村）现任本堂：申旭东
- 浜镇圣马尔谷堂（建设镇运南村5组）现任本堂：张永正
- 埠康镇东奇母堂（向化镇新圩村）
- 协隆镇圣达陡堂（陈家镇新协村）
- 橫沙聖女小德肋撒堂（横沙乡丰乐村丰乐路1188号）现任本堂：王慎养
- 長興聖達尼老堂（长兴镇潘园公路1650号）现任本堂：俞健

| 序号 | 姓名   | 圣名   | 籍贯   | 职务     | 所在堂区           | 晋铎日     |
| ---- | ------ | ------ | ------ | -------- | ------------------ | ---------- |
| 2    | 张永正 | 本笃   | 山西   | 本堂     | 新河镇民主街180号  | 2003.12.4  |
| 3    | 范亚强 | 若瑟   | 陕西   | 本堂     | 三星镇草棚村天主堂 | 1995.6.15  |
| 4    | 申旭东 | 安多尼 | 山西   | 本堂     | 陈家镇晨光村天主堂 | 2003.12.4  |
| 6    | 王慎养 | 若亚敬 | 陕西   | 本堂     | 横沙乡丰乐镇天主堂 | 1996.12.21 |
| 7    | 俞健   | 玛弟亚 | 上海   | 本堂     | 长兴镇潘圆路1650号 | 2000.12.7  |
| 8    | 黄政平 | 保禄   | 上海   | 崇明总铎 | 港沿镇大公所天主堂 | 2004.12.3  |
| 10   | 宁永旺 | 若望   | 内蒙古 | 副本堂   | 大公所天主堂       | 2021.6.5   |

### 佘山修院
| 序号 | 姓名   | 圣名     | 籍贯 | 职务                                             | 所在堂区             | 晋铎日     |
| ---- | ------ | -------- | ---- | ------------------------------------------------ | -------------------- | ---------- |
| 1    | 马达钦 | 达陡     | 上海 | 辅理主教                                         | 松江区佘山镇佘山修院 | 1994.12.18 |
| 2    | 方祖耀 | 伯多禄   | 浙江 | 教区总神师                                       | 同上                 | 1993.6.5   |
| 3    | 陈瑞奇 | 安多尼   | 陕西 | 外侨负责人/光启社社长、知联会指导司铎            | 同上                 | 1997.5.24  |
| 4    | 高超朋 | 辣法额尔 | 陕西 | 教务处主任                                       | 同上                 | 1996.2.11  |
| 5    | 吕康强 | 若瑟     | 陕西 |                                                  | 同上                 | 1996.2.11  |
| 6    | 许如好 | 若瑟     | 安徽 | 培育团                                           | 同上                 | 2008.12.6  |
| 7    | 金磊   | 若瑟     | 陕西 | 同上                                             | 同上                 | 2001.12.7  |
| 8    | 田存兴 | 安多尼   | 山西 | 同上                                             | 同上                 | 2003.8.6   |
| 9    | 钟金星 | 保禄     | 温州 | 同上                                             | 同上                 |            |
| 10   | 马向钦 |          | 新疆 | 同上                                             | 同上                 |            |
| 10   | 方补课 | 方济各   | 陕西 | 佘山修院老师、培育团成员、常务副院长             |                      | 1997.7.13  |
| 3    | 刘强   | 若瑟     | 重庆 | 佘山修院老师、培育团成员、佘山修院爱德图书馆馆长 |                      | 2006.12.2  |
| 14   | 宋建立 | 若瑟     | 山西 | 佘山修院神师                                     | 佘山修院             | 2000.12.7  |

### 佘山修院泰来桥分院
| 序号 | 姓名         | 圣名   | 籍贯 | 职务             | 所在堂区                           | 晋铎日  |
| ---- | ------------ | ------ | ---- | ---------------- | ---------------------------------- | ------- |
| 1    | 王景茂（兼） | 安德肋 | 山西 | 泰来桥备修院理院 | 青浦区夏阳街道南门环城镇城南村70号 | 1998.12 |

### 修女名单
截止2010年12月，上海教区圣母献堂会共有87位修女，其中包括21位暂愿修女、6位在院初学生、2位初试生。现任上海教区圣母献堂修女会会长为王敏修女。
| 序号 | 姓名             | 圣名          | 所在总铎区   |
| ---- | ---------------- | ------------- | ------------ |
| #    | 李伟红           | 玛利亚        | 市区总铎区   |
| #    | 杨艳芳           | 玛利亚        | 市区总铎区   |
| #    | 刘秀芹           | 伊弱斯        | 市区总铎区   |
| #    | 李晓丽           | 玛利亚        | 市区总铎区   |
| #    | 李亚丽           | 玛利亚        | 市区总铎区   |
| #    | 马天香           | 玛达肋纳      | 市区总铎区   |
| #    | 许桂凤           | 玛利亚        | 市区总铎区   |
| #    | 张红霞           | 玛利亚        | 市区总铎区   |
| #    | 徐桂英           | 小德肋撒      | 市区总铎区   |
| #    | 赵全娟           | 玛利亚        | 市区总铎区   |
| #    | 周希忠           | 玛利亚        | 市区总铎区   |
| #    | 龚大琴           | 则济利亚      | 市区总铎区   |
| #    | 同秀玲           | 小德肋撒      | 市区总铎区   |
| #    | 张珍妹           | 玛利亚        | 市区总铎区   |
| #    | 董嗣云           | 玛利亚        | 市区总铎区   |
| #    | 周利亚           | 玛利亚        | 市区总铎区   |
| #    | 孙军侠           | 玛利亚        | 市区总铎区   |
| #    | 周荣芳           | 玛利亚        | 市区总铎区   |
| #    | 杨鲁明           | 路济亚        | 市区总铎区   |
| #    | 凌燕             | 路济亚        | 市区总铎区   |
| #    | 潘丽娜           |               | 市区总铎区   |
| #    | 贠爱兰           | 小德兰        | 市区总铎区   |
| #    | 钟素梅           |               | 市区总铎区   |
| #    | 茅瀛华           | 玛利亚        | 市区总铎区   |
| #    | 徐圣洁           | 小德兰        | 市区总铎区   |
| #    | 潘秀芳           | 玛利亚        | 市区总铎区   |
| #    | 谈莲妹           | 小德肋撒      | 市区总铎区   |
| #    | 张雪莲           | 加大利纳      | 市区总铎区   |
| #    | 杨锦红           | 玛利亚        | 市区总铎区   |
| #    | 任素仙           | 玛利亚        | 市区总铎区   |
| #    | 刘群英           | 物洛尼加      | 市区总铎区   |
| #    | 南英晖           | 玛利亚        | 市区总铎区   |
| #    | 刘淑静           | 依弱斯        | 市区总铎区   |
| #    | 李利英           | 亚纳          | 市区总铎区   |
| #    | 倪英             | 玛利亚        | 市区总铎区   |
| #    | 韩燕萍           |               | 浦东总铎区   |
| #    | 范维亚           | 小德兰        | 浦东总铎区   |
| #    | 杨梅             | 小德兰        | 浦东总铎区   |
| #    | 杨秀娟           | 小德肋撒      | 浦东总铎区   |
| #    | 杜维娟           | 小德肋撒      | 浦东总铎区   |
| #    | 杨月红           | 亚纳          | 浦东总铎区   |
| #    | 李鸿云           | 玛利亚        | 浦东总铎区   |
| #    | 马丽香           | 玛利亚        | 浦东总铎区   |
| #    | 赵怀巍           | 玛利亚        | 浦东总铎区   |
| #    | 凌素平           | 玛利亚        | 浦东总铎区   |
| #    | 刘艳艳           | 玛利亚        | 浦东总铎区   |
| #    | 李旭琴           |               | 浦南总铎区   |
| #    | 张红娟           | 玛利亚        | 浦南总铎区   |
| #    | 宋乐霞           | 路撒          | 浦南总铎区   |
| #    | 林平             | 玛利亚        | 嘉青松总铎区 |
| #    | 朱传琪           | 玛利亚        | 嘉青松总铎区 |
| #    | 刘秀梅           | 玛利亚        | 嘉青松总铎区 |
| #    | 吴曼群           | 玛利亚        | 嘉青松总铎区 |
| #    | 王敏             | 玛利亚        | 嘉青松总铎区 |
| #    | 段建红           | 玛利亚        | 嘉青松总铎区 |
| #    | 刘妙棠           | 玛利亚        | 嘉青松总铎区 |
| #    | 王海玲           | 莫尼加        | 嘉青松总铎区 |
| #    | 刘遵云           | 玛利亚        | 嘉青松总铎区 |
| #    | 郝耀丽           | 玛利亚        | 嘉青松总铎区 |
| #    | 张惠             | 则济利亚      | 嘉青松总铎区 |
| #    | 胡桂花           | 小德肋撒      | 嘉青松总铎区 |
| #    | 仵东侠（许涼）   | 玛利亚        | 嘉青松总铎区 |
| #    | 刘遵桂           | 玛利亚        | 嘉青松总铎区 |
| #    | 贾仙凤           | 玛利亚        | 嘉青松总铎区 |
| #    | 张晓（张录俠）   | 玛利亚        | 嘉青松总铎区 |
| #    | 王怀念           | 玛利亚        | 浦南总铎区   |
| #    | 常云             | 小德肋撒      | 浦南总铎区   |
| #    | 刘秀荣           | 玛利亚        | 浦南总铎区   |
| #    | 焦贵华           | 玛利亚        | 崇明总铎区   |
| #    | 白银玲           | 玛利亚        | 崇明总铎区   |
| #    | 曾会利           | 玛利亚        | 崇明总铎区   |
| #    | 冯春英（冯美蓉） | 小德兰        | 崇明总铎区   |
| #    | 刘天然           | 玛利亚        | 佘山修院进修 |
| #    | 刘美玉           | 加辣          |              |
| #    | 刘宝霞           | 小德兰        |              |
| #    | 李粉侠           | 玛加利大      |              |
| #    | 陈晓秋           | 玛利亚·小德兰 |              |
| #    | 陈亚荣           |               |              |
| #    | 林慧             | 小德兰        |              |
| #    | 陆少华           | 小德兰        |              |

## 现机构组织
上海教区设有秘书处和办公室，另设有牧灵委员会、圣召委员会、礼仪委员会、经济委员会、外侨牧灵服务组、培育团、
教区咨议会、教理信仰委员会、教育委员会。

## 教务机构
- 上海天主教教务委员会 [77]

### 培育机构
- 中国天主教佘山修院 [78]
- 天主教佘山修院青浦分院[79]
- 上海教区圣母献堂会 [80]
- 光启金泽培训中心 [81]

### 事业机构
- 天主教上海教区光启社 [82]
- 南张安老院 [83]
- 息安堂[84]
- 光启社会服务中心[85]
- 光启音乐进修学校 [86]
- 土山湾圣物组 [87]

### 教友组织
- 上海天主教知识分子联谊会[88]
- 上海市天主教爱国会 [89]

## 前机构组织

### 培育机构

#### 修道院
- 徐家汇修院[50]
  - 母心修院（大修院）[50]
  - 主心修院（小修院）[50]
- 耶稣会神学院[50]
- 鲍斯高会一心修院[50]

#### 修女院
- 拯亡会徐家汇圣母院[90]
  - 洋泾浜圣母院[90]
  - 虹口圣母院（圣家院）[90]
  - 上智母院[90]
  - 若瑟院[90]
- 安老会修女院[90]

### 事业机构

#### 天文台
- 徐家汇天文台，现属中国科学院上海天文台[91]。
- 佘山天文台，现属中国科学院上海天文台[91]。

#### 博物馆
- 震旦博物院[91]

#### 图书馆
- 徐家汇藏书楼，现属上海图书馆[91]。

#### 广播电台
- 黄钟播音社[91]
- 天主教无线电台[92]

#### 土山湾孤儿工艺院
- 土山湾孤儿工艺院[91]
  - 土山湾印书馆
  - 土山湾绘画馆
  - 土山湾工场间
  - 土山湾孤儿院

#### 育婴堂
- 拯亡会徐家汇圣母院育婴堂[91]
- 新普育堂[91]
- 拯亡会若瑟孤儿院[90]

#### 救济院
- 济灵救济院[91]
- 善牧会善牧院[91][90]

#### 安老院
- 安老会南市安老院[91][90]

#### 高等教育
- 震旦大学（震旦学院）[13]:417 [93]
- 圣心会震旦女子文理学院[13]:417[93][90]

#### 中等教育
- 徐汇中学（耶稣会开办）
- 徐汇女子中学（拯亡会开办）
- 启明女中（拯亡会开办）
- 圣方济中学（法国主母会）
- 震旦附中
- 震旦女中
- 金科中学
- 中法中学（上海法租界公董局主办，法国主母会修士管理）
- 仿德女中，董家渡，献堂会修女管理
- 晓明女中，洋泾浜天主堂对面
- 善导女中（虹口拯亡会开办）
- 达义中学，川沙唐镇
- 松江光启中学。
- 耀蝉中学，奉贤县南桥镇
- 震新中学，浦东张家楼
- 求德女中
- 景德中学，大通路
- 正修初级中学，董家渡路
- 一心初级中学，南市国货路
- 圣心女中，南市国货路
- 斯高中学，杨树浦杭州路、宁国路
- 一德初级中学，中兴路

#### 医院
- 公济医院[13]:431[94]，1949年6月3日，被上海市军事管制委员会接管[94][95]:760、864。
- 广慈医院[13]:431[94]，1951年10月3日，被上海市军事管制委员会征用[95]:728-729、869。
- 安当医院[13]:431[94]
- 圣心医院[13]:431[94]
- 中比镭锭医院[13]:432[94]
- 普慈疗养院[13]:432[94]
- 陆家嘴仁爱医院[13]:431[94]
- 松江若瑟医院[13]:432[94]
- 闸北母心医院[13]:432[94]
- 圣伊撒伯尔医院[13]:432

### 教友组织
- 上海公教进行会[90]

## 著名人物

### 明朝
- “天主之仆”[註 2]徐光启教友，明末科学家、思想家、政治家、军事家，教友领袖和护教士，官至礼部尚书、内阁次辅。
- 孙元化教友，徐光启的学生，官至登莱巡抚，明末数学家、炮兵专家。1627年，中国天主教历史上重要的嘉定会议在孙宅举行。

### 中华民国
- 马相伯神父，一度退出耶稣会，教育家，震旦公学、复旦公学创办者。
- 饶家驹神父，法国耶稣会士，华洋义赈会会长，南市难民区创办者。
- 金文祺神父，耶穌會士，1937年任張涇本堂時為保護堂裏的貞女被侵華日軍殺害。

### 中华人民共和国
- 龚品梅枢机，天主教上海教区首任华人主教，龚品梅反革命集团案首犯。
- 朱洪声神父，朱洪声反革命集团案首犯。